# Польки (Савинский район)
Польки — село в Савинском районе Ивановской области России, входит в состав Вознесенского сельского поселения.

## География
Село расположено на берегу речки Варжевка в 6 км на восток от центра поселения села Вознесенье и в 10 км на запад от райцентра посёлка Савино.

## История
В 1803 году в селе на средства прихожан была построена каменная церковь с колокольней и оградой. Престолов в ней было два: в холодной — в честь Владимирской иконы Божией Матери и в тёплом приделе — во имя святителя и чудотворца Николая (устроен в 1862 году). Приход состоял из села и деревень: Кишкина, Нивки, Юшково, Сувориха, Лядиниха, Ботвино и Филино. В селе существовало земское народное училище и школа грамоты, открытая в 1892 году. 
В конце XIX — начале XX века село входило в состав Вознесенской волости Ковровского уезда Владимирской губернии. В 1859 году в селе числились 13 дворов, в 1905 году — 16 дворов.
С 1929 года село являлось центром Польковского сельсовета Ковровского района Ивановской области, с 1935 года — в составе Савинского района, с 2005 года — в составе Вознесенского сельского поселения.

## Население
| 1859 | 1905 |
| ---- | ---- |
| 85   | 98   |

| 1859 | 1905 | 2010 |
| ---- | ---- | ---- |
| 85   | ↗98  | ↗252 |

## Достопримечательности
В селе находится недействующая церковь Владимирской иконы Божией Матери (1803) с приделом во имя Святителя и Чудотворца Николая, возведённым в начале 1800-х годов на средства коллежского асессора Антона Ильича Фёдорова. Никольский храм был освящён в 1808 году по благословению тогдашнего епископа Владимирского и Суздальского Ксенофонта.